# Faetano
Faetano je jedno z 9 měst (italsky castelli) v San Marinu. Ve městě žije 1 164 obyvatel na území s rozlohou 7,75 km².

## Geografie
Faetano hraničí se sanmarinskými městy Montegiardino, Fiorentino, Borgo Maggiore a Domagnano a italskými městy Coriano, Montescudo a Sassofeltrio.

## Historie
Město se dobrovolně přidalo k San Marinu během poslední teritoriální expanze v roce 1463.

## Obce
Součástí města jsou 4 obce (curazie):
- Cà Chiavello
- Calligaria
- Corianino
- Monte Pulito

## Galerie

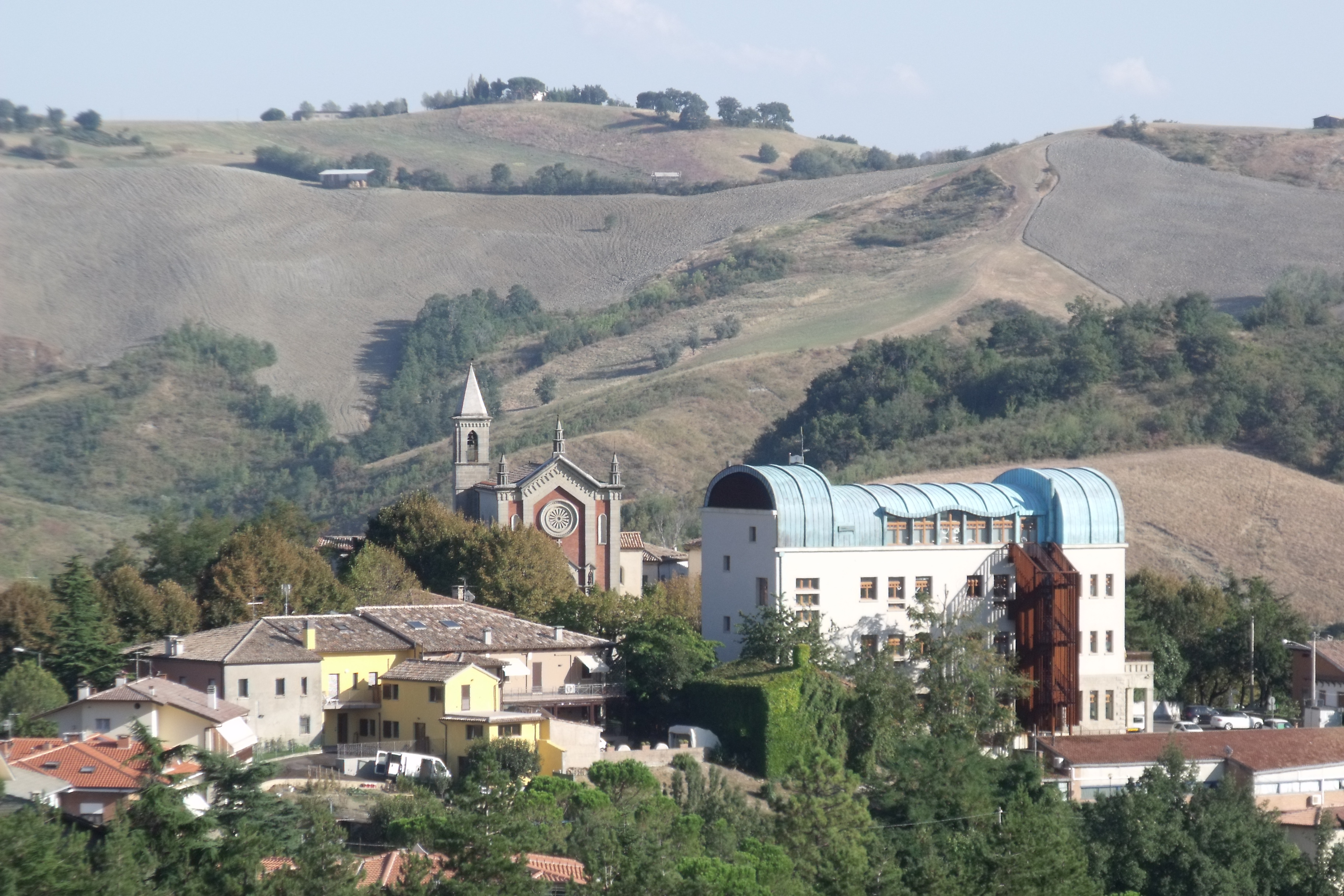
Panorama
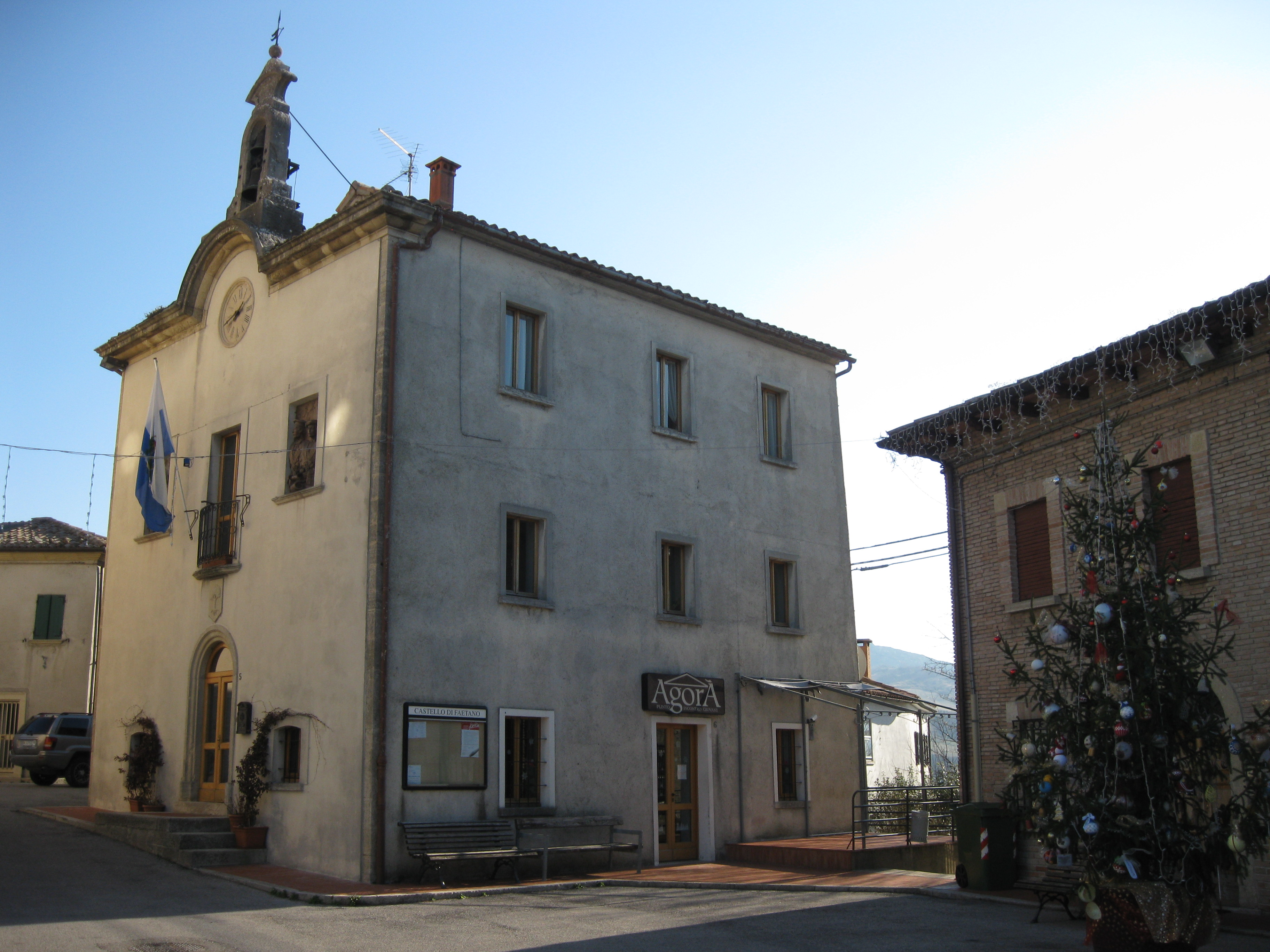
Radnice na Plazza del Massaro
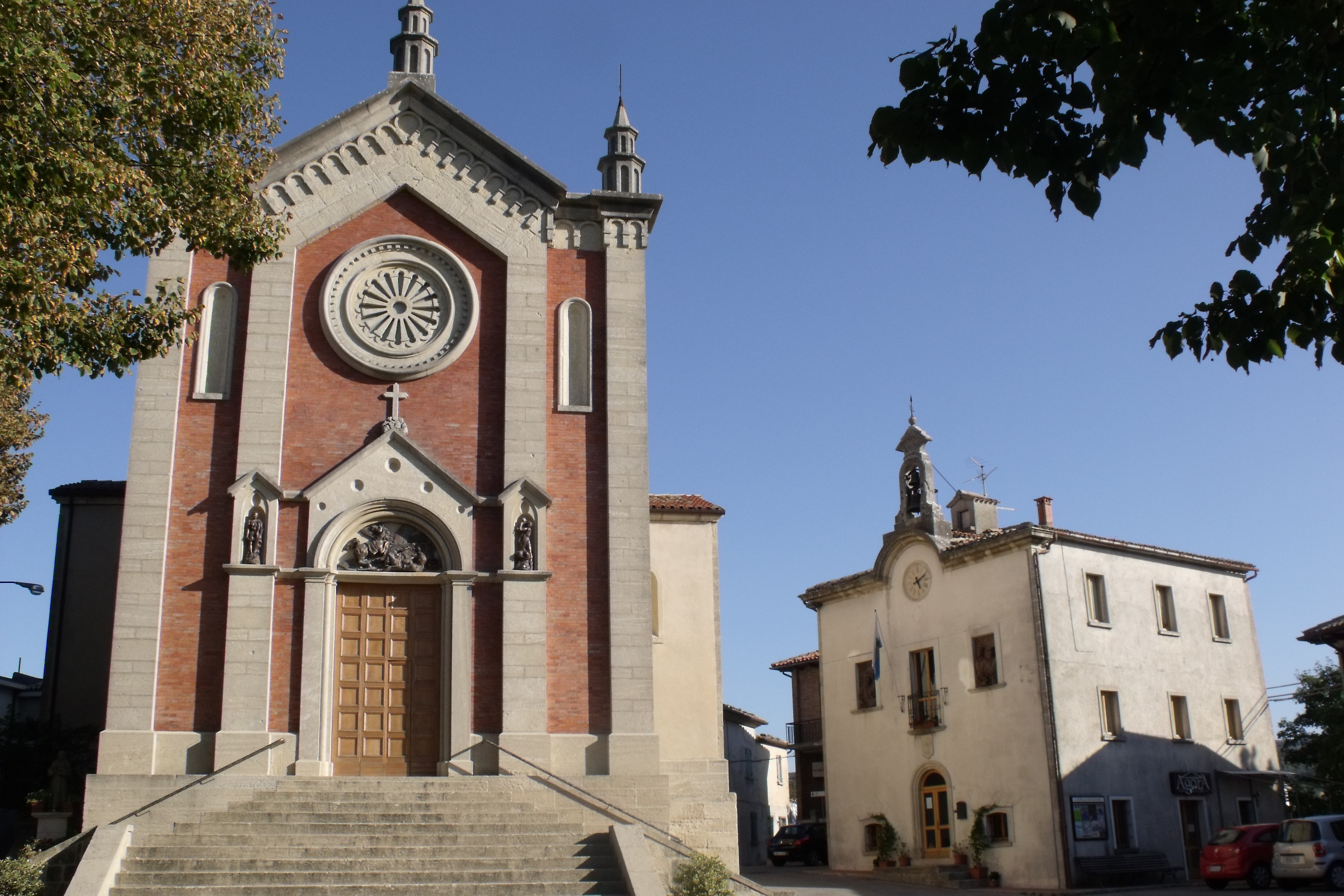
Kostel sv. Pavla
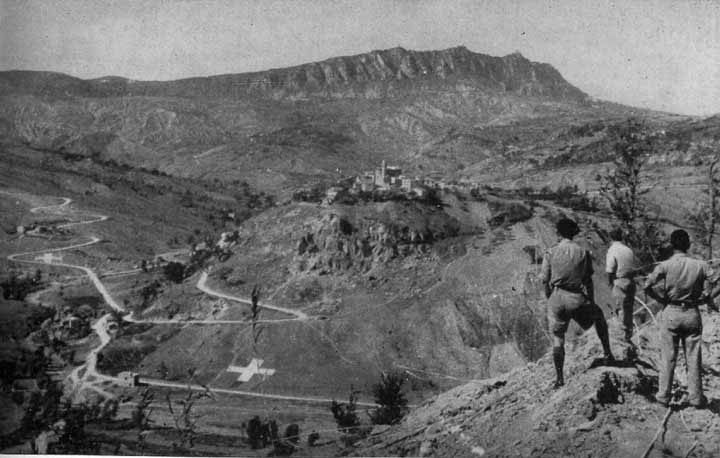
Faetano v roce 1944